# Ligidium tauricum
Ligidium tauricum är en kräftdjursart som beskrevs av Karl Wilhelm Verhoeff1930. Ligidium tauricum ingår i släktet Ligidium och familjen gisselgråsuggor.

## Underarter
Arten delas in i följande underarter:
- L. t. tauricum
- L. t. asiaeminoris